# IC 5052
IC 5052 — спиральная галактика с перемычкой в созвездии Павлина. Находится на расстоянии около 25 миллионов световых лет от Солнца. Видимые угловые размеры соответствуют линейному диаметру около 40 тысяч световых лет. Галактику открыл 23 августа 1900 года Делайл Стюарт.
IC 5052 наблюдается с ребра. Если галактика наблюдается под таким углом, её свойства сложно установить. IC 5052 является спиральной галактикой с перемычкой; спиральные рукава не начинаются в центре галактики, но отходят от концов перемычки, проходящей через середину галактики. Профиль галактики неправильный, северо-западная часть обладает большей поверхностной яркостью, чем юго-восточная часть. Также половина диска галактики кажется более толстой, чем другая. Диск пересекают несколько полос пыли, но ни одна из них не является выделяющейся. Балдж не наблюдается. Вне центра диска наблюдается популяция старых звёзд, также видна структура типа потока, которая может свидетельствовать о слиянии галактик в недавнем прошлом.
Галактика достаточно близко находится для того, чтобы можно было разрешить её на отдельные звёзды при наблюдении в крупные телескопы; наиболее яркие звёзды обладают видимой звёздной величиной 21. Самые молодые и горячие звёзды находятся внутри областей H II, крупнейшие из которых имеют угловые размеры около 2 угловых секунд. Области чрезвычайно горячих молодых звёзд наблюдаются на всей протяжённости галактики в виде пятен голубого цвета, частично перекрываемых полосами более тёмного газа и пыли.
IC 5052 является изолированной галактикой, не принадлежащей какой-либо группе галактик. Ближайшей к IC 5052 галактикой является NGC 6744, считающаяся главным источником возмущений IC 5052.